# Pleurococcus
Genre
Pleurococcus est un genre d’algues vertes de la famille des Chaetophoraceae. 
Ce sont des algues unicellulaires aérophiles qui ont  besoin de beaucoup d'humidité et de pluie. Ces algues se trouvent, abondantes sur les troncs d'arbres, les branches, les rochers,… où elles forment des taches vertes. Par frottement, une partie de ces cellules peut se détacher, colorant la peau, les vêtements, le pelage d'animaux,… de traces vertes (forme de dissémination appelée zoochorie), l'essentiel de la dispersion se faisant par le vent  (anémochorie), l'hydrochorie intervient partiellement lors de précipitations.

## Liste d'espèces
Selon AlgaeBase (2 mai 2013) :
- Pleurococcus angulosus (Corda) Meneghini (Sans vérification)
- Pleurococcus crenulatus Hansgirg
- Pleurococcus magnum Meneghini (Sans vérification)
- Pleurococcus mucosus Rabenhorst
- Pleurococcus murorum Meneghini
- Pleurococcus rufescens Brébisson
- Pleurococcus vulgaris Meneghini (espèce type)